# Château de Rochefort (Asnières-en-Montagne)
Le château de Rochefort est situé aux confins de l'Auxois, du Tonnerrois et du Châtillonnais en Côte-d'Or (Bourgogne-Franche-Comté) à 1,5 km du village d'Asnières-en-Montagne. C'est un des rares exemples de la période « pré-renaissance » en France.

## Localisation
Le château est situé au bout d'un chemin carrossable d'où il domine la RD 228, à environ 1,5 km à l'ouest du chef-lieu.

## Historique
La construction d’un premier château daterait du XIIe siècle comme le suggère un manuscrit daté de 1196 mentionnant le nom de « Rupes Fortis » (Roche forte), nom d’une seigneurie dont le premier seigneur s’appelle Eymon et on trouve mention des noms des seigneurs de Rochefort dans les textes d'archives au XIIIe siècle. Après avoir été démantelé sur ordre du duc Jean Sans Peur la seigneurie est rachetée par Jacques Coitier, premier médecin et grand chambellan de Louis XI qui édifie le logis noble à la fin XVe siècle. En 1501, le château est racheté par la famille de Rochefort qui édifie probablement l’extension ouest du corps de logis et de la chapelle.
Il est acquis ensuite par Denis Languet, procureur au parlement de Dijon. Au XVIIe siècle, les Languet  construisent le corps de logis du massif d’entrée, la terrasse haute et le mur de soutènement « à niches » puis transforment les bâtiments qui défendaient l'entrée en locaux d'exploitation agricole et aménagent des jardins de plaisance sur les terrasses. À la veille de la Révolution, l'ensemble passe à la famille de La Guiche qui en reste propriétaire jusqu'en 2017. En 1806, celle-ci entreprend la démolition partielle pour récupérer les matériaux des toitures et des planchers.

## Architecture et description
- Si vous ne connaissez pas le sujet, laissez ce bandeau (vous pouvez alors contacter les auteurs).
- Si vous supprimez le contenu mis en cause (vous pouvez préalablement contacter les auteurs),

argumentez précisément cette suppression dans la page de discussion
(un manque de référence n'est pas un argument ; une recherche réelle de référence doit avoir été effectuée, être formellement documentée).
Protégé par une porte fortifiée l'édifice est de style Renaissance militaire du XVe siècle. Construit sur l'emplacement de places fortes antérieures et campé sur un éperon rocheux, il est constitué de deux grandes parties : le logis seigneurial qui a survécu avec ses six tours plus de deux siècles sans toitures ni planchers et le massif d’entrée - ou "logis" - habité jusqu’en 1956. Moins bien conservé que ce dernier et les communs, le logis seigneurial se remarque par son élégance : tours polygonales, échauguettes, cheminées, fenêtres Renaissance. Un escalier en colimaçon permet de jouir d'une vue sur la vallée depuis le sommet.

## Valorisation du patrimoine
Dans les années 70, le château bénéficie pour la première fois d’un projet de protection qui débouche sur un échec, le laissant à l’abandon et à la dégradation pendant quelques années. L'édifice est inscrit à l'inventaire supplémentaire des monuments historiques depuis le 30 décembre 1925 et classé depuis le 30 octobre 1974. C’est en 2002 que voit le jour l’association « Les Clefs de Rochefort », membre de l'Union Rempart, composée par un collectif de citoyens qui mènent des travaux portés sur l’entretien, la restauration et la sécurisation du site. Une action de valorisation a également été entreprise par la mise en place de diverses manifestations.
En 2015, l'État demande aux propriétaires de procéder à des travaux d’urgence de stricte conservation. En 2016, les propriétaires entament une procédure judiciaire contre l'État et perdent leurs procès. Le 6 décembre 2017, la famille de Laguiche vend à l’euro symbolique le château à l’association « des Clefs de Rochefort ». En 2018, le site est retenu parmi les 18 projets de la première édition du loto du patrimoine.
Des travaux de grande ampleur ont eu lieu de décembre 2018 à décembre 2020 pour la restauration et la sécurisation du massif d'entrée.  
En 2022, les communs ont de nouveau un toit  avec une charpente définitive et une toiture provisoire. Pendant ces deux années de travaux, des étaiements ont été réalisés dans les endroits les plus fragilisés et la brèche dans la tour du XVe siècle a été comblée. L'objectif de l'association est à présent de trouver les fonds nécessaires à la sécurisation du logis seigneurial (mur de refend...)

## Visites guidées toute l'année
Les visites guidées se font lors des manifestations ou sur rendez-vous,.

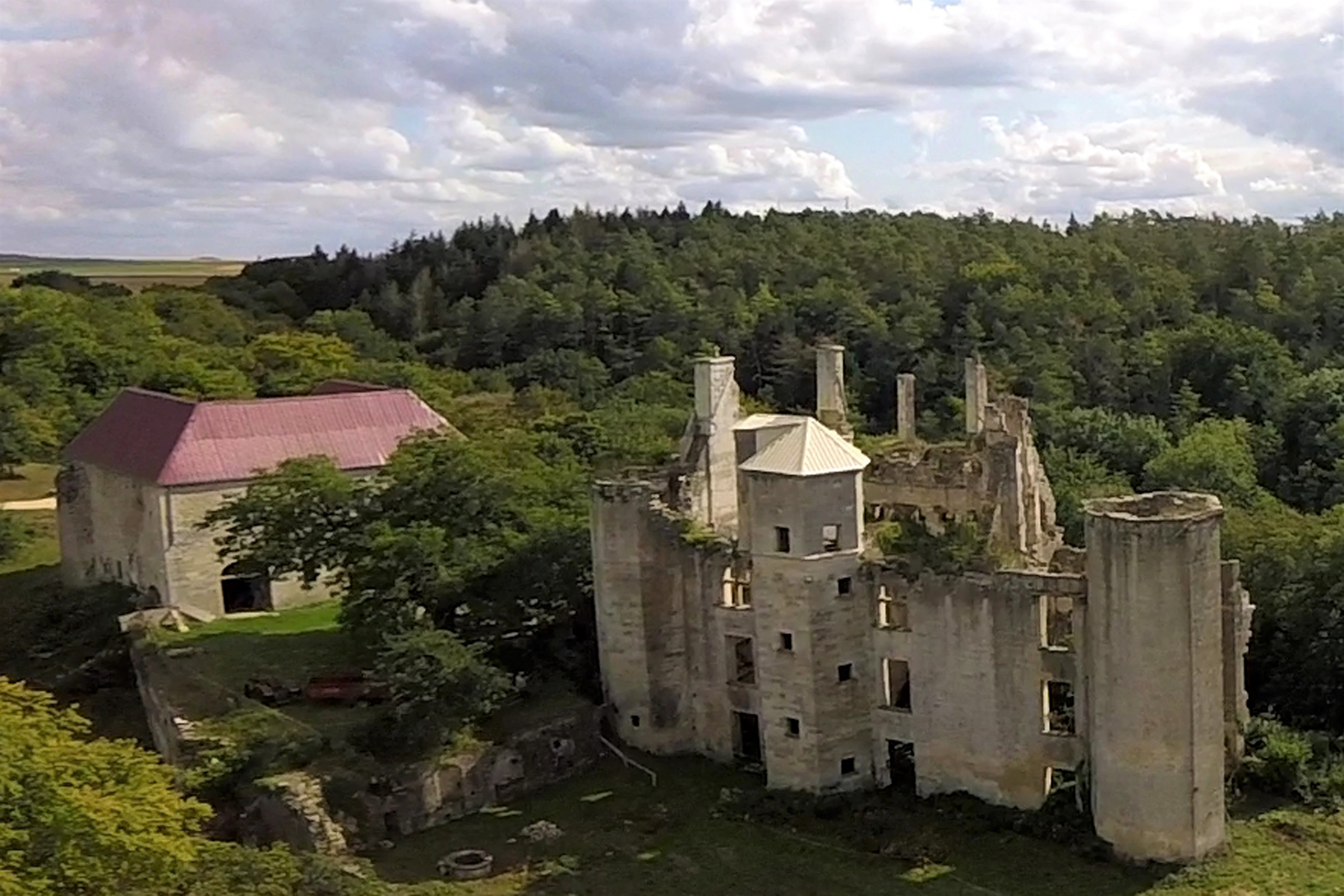
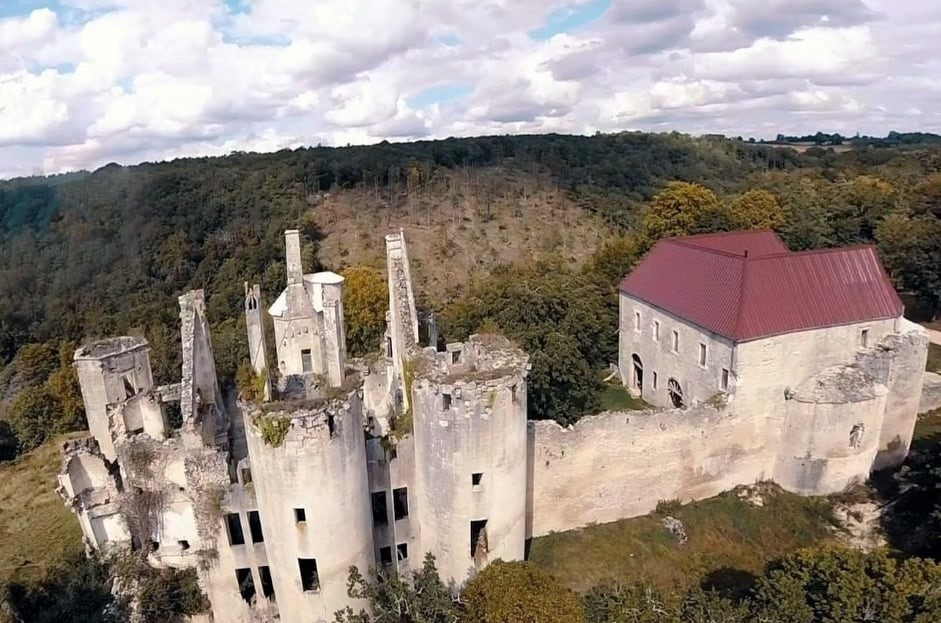
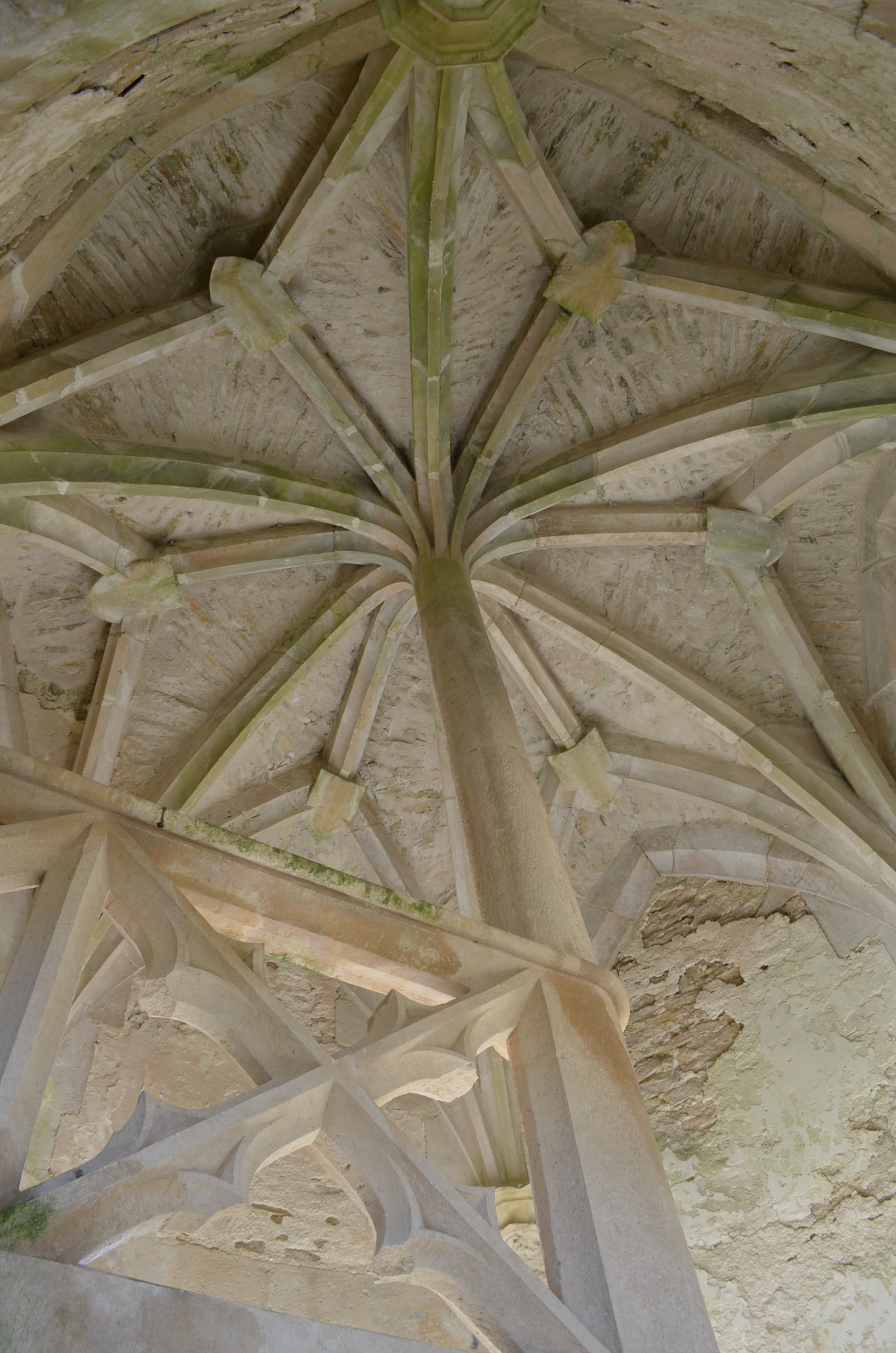
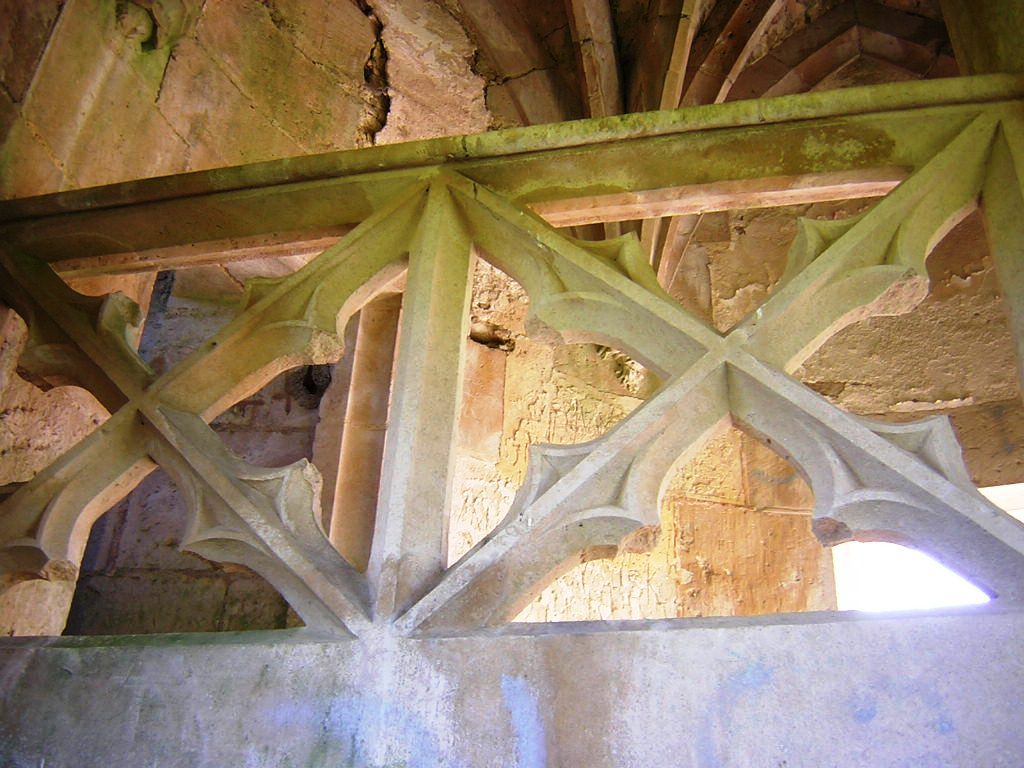
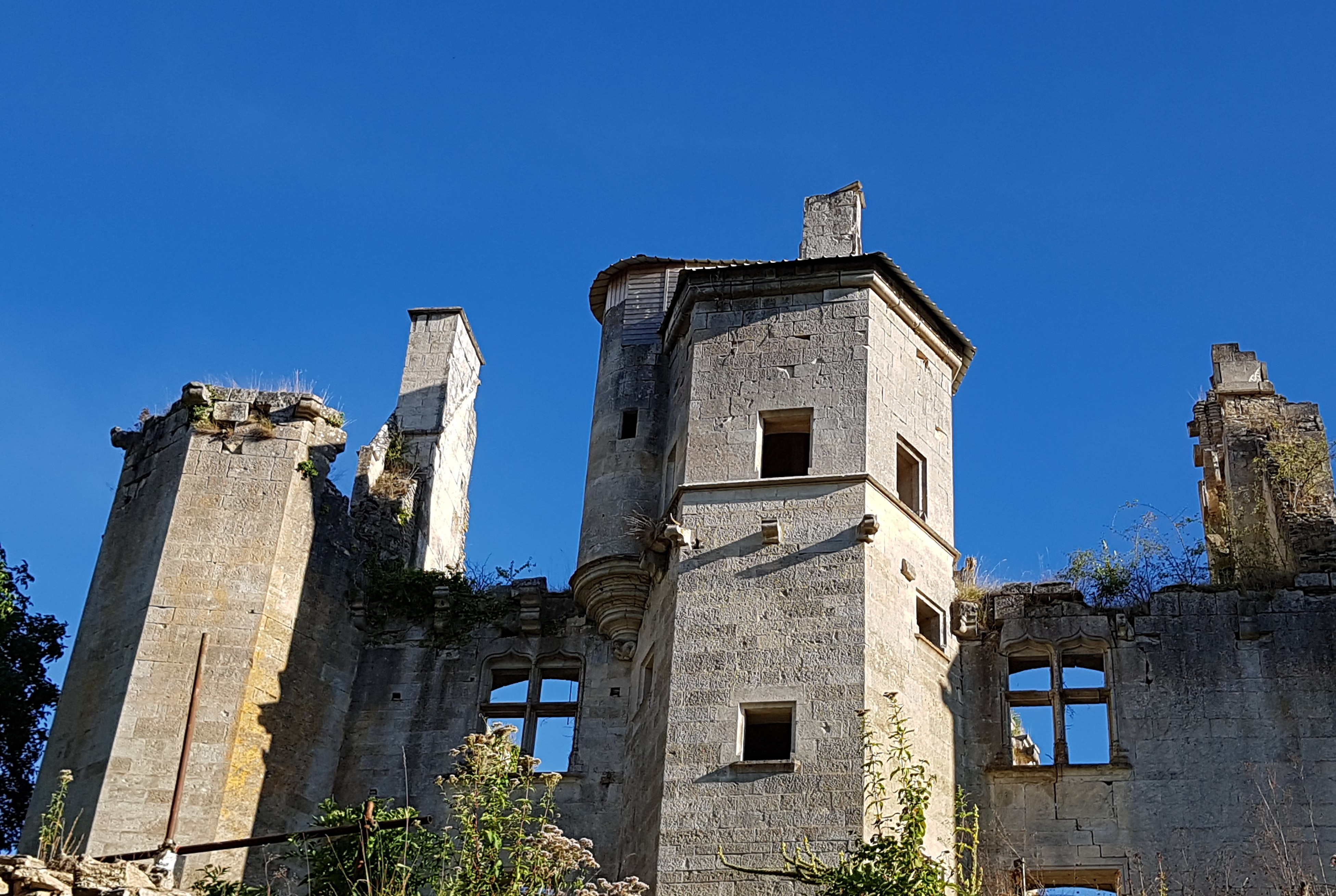
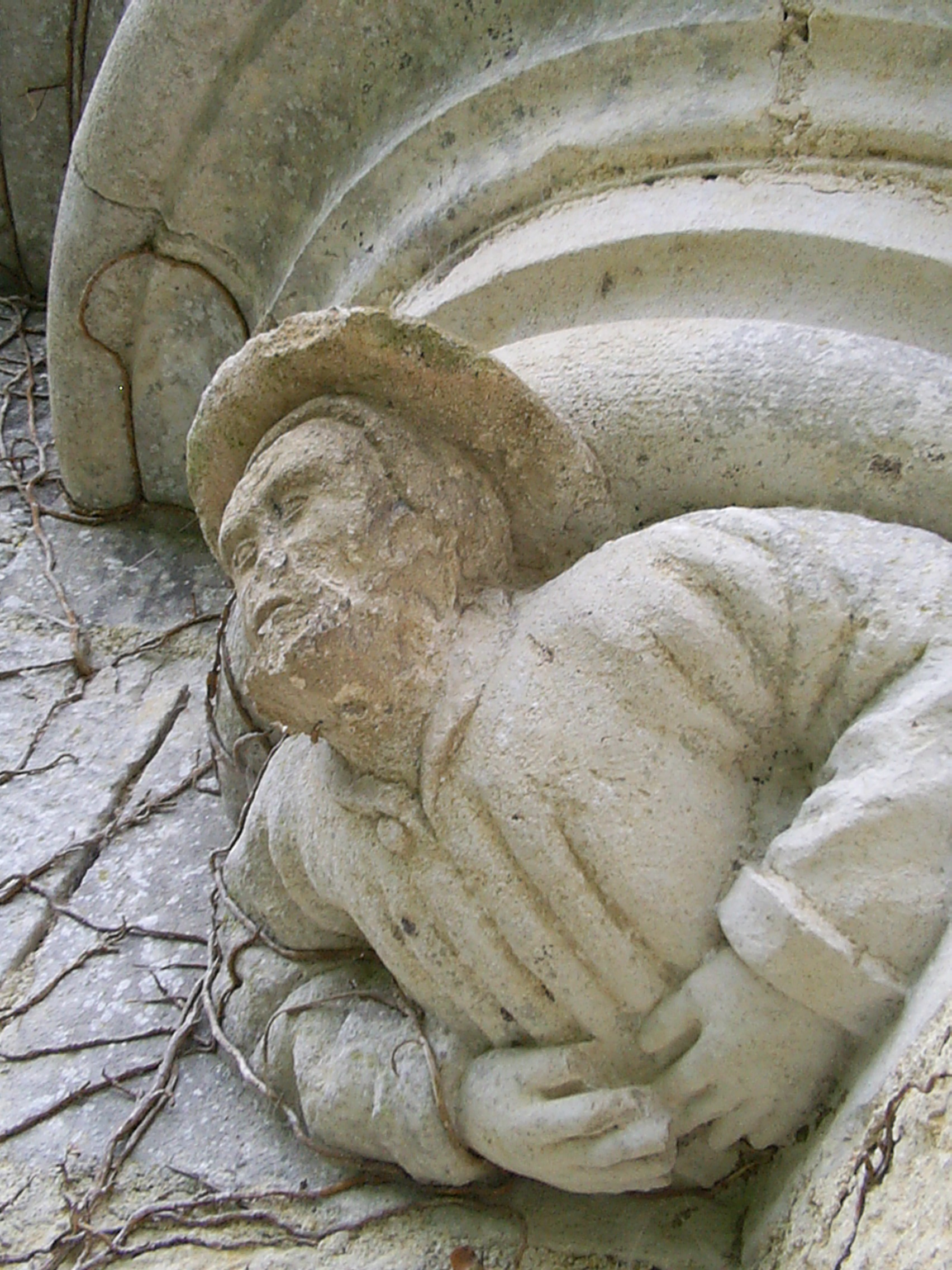
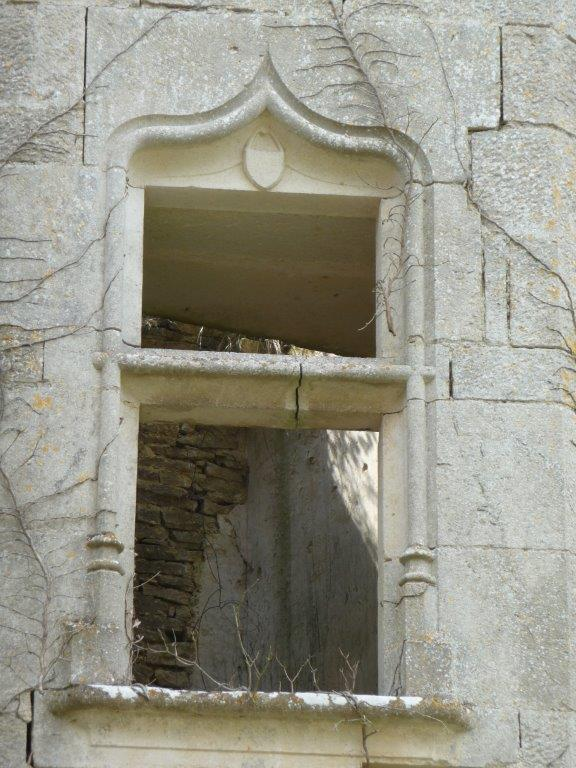
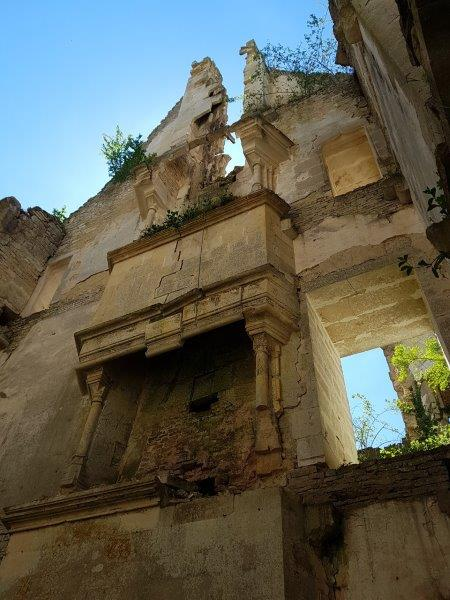
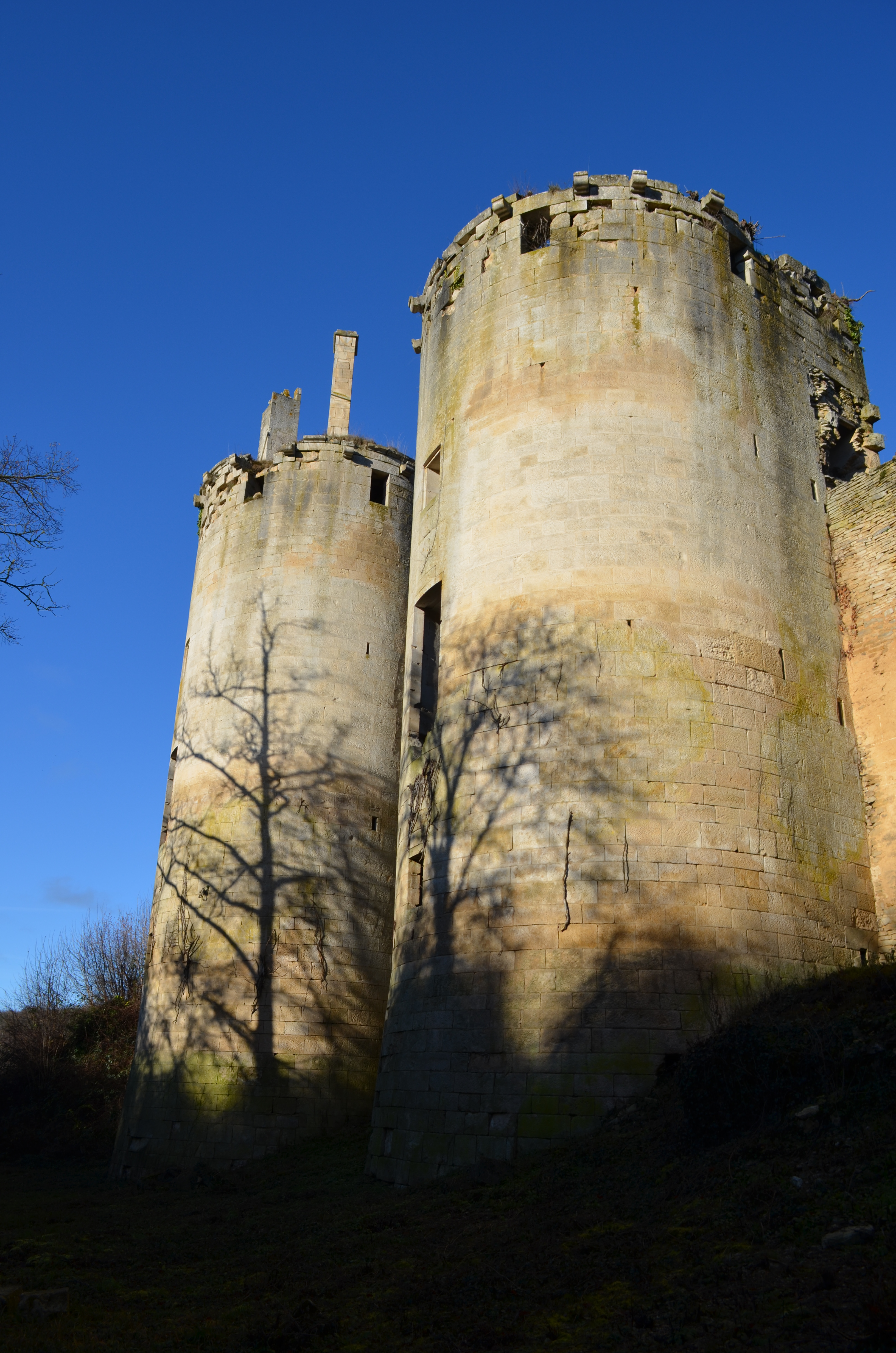
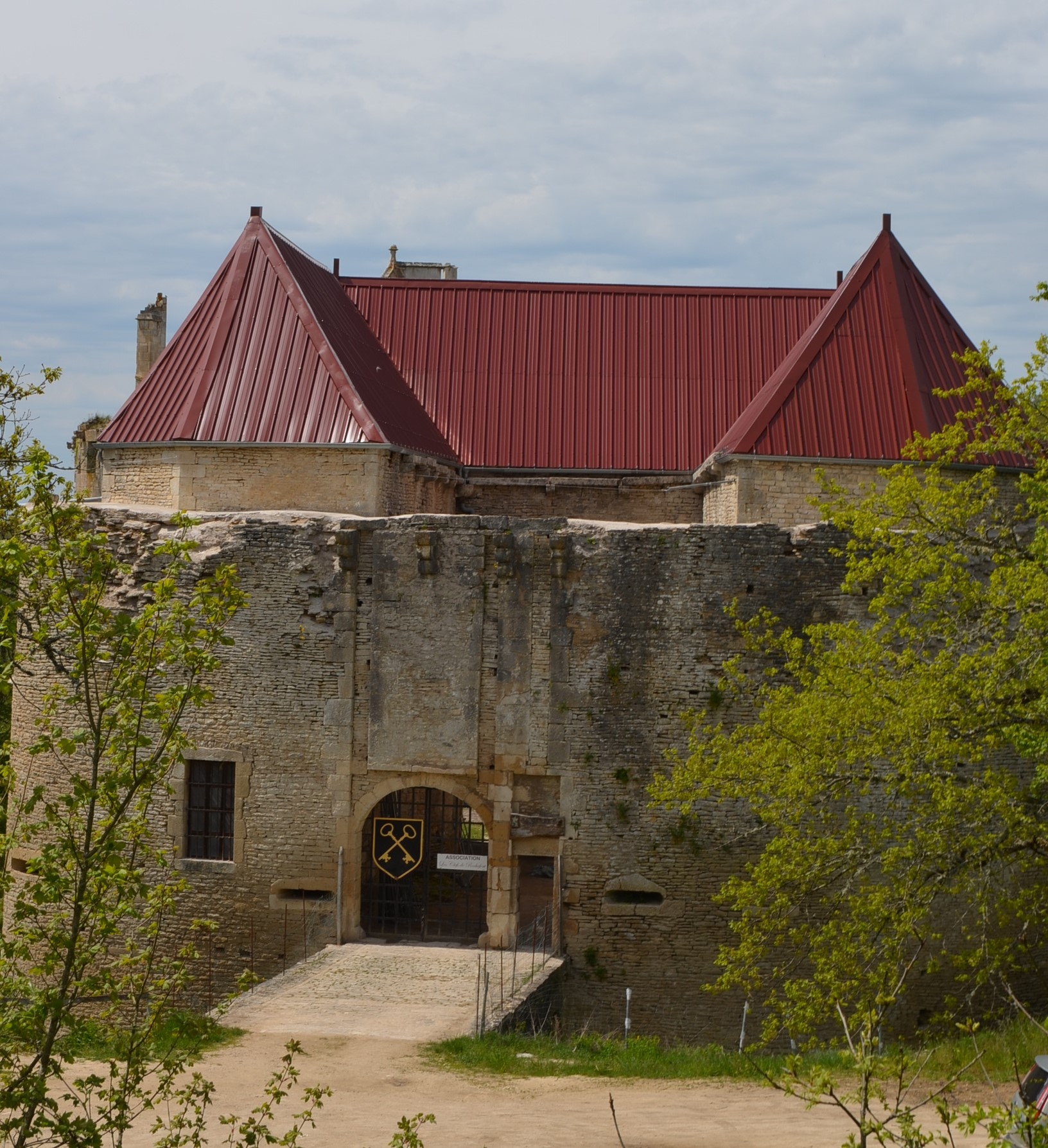
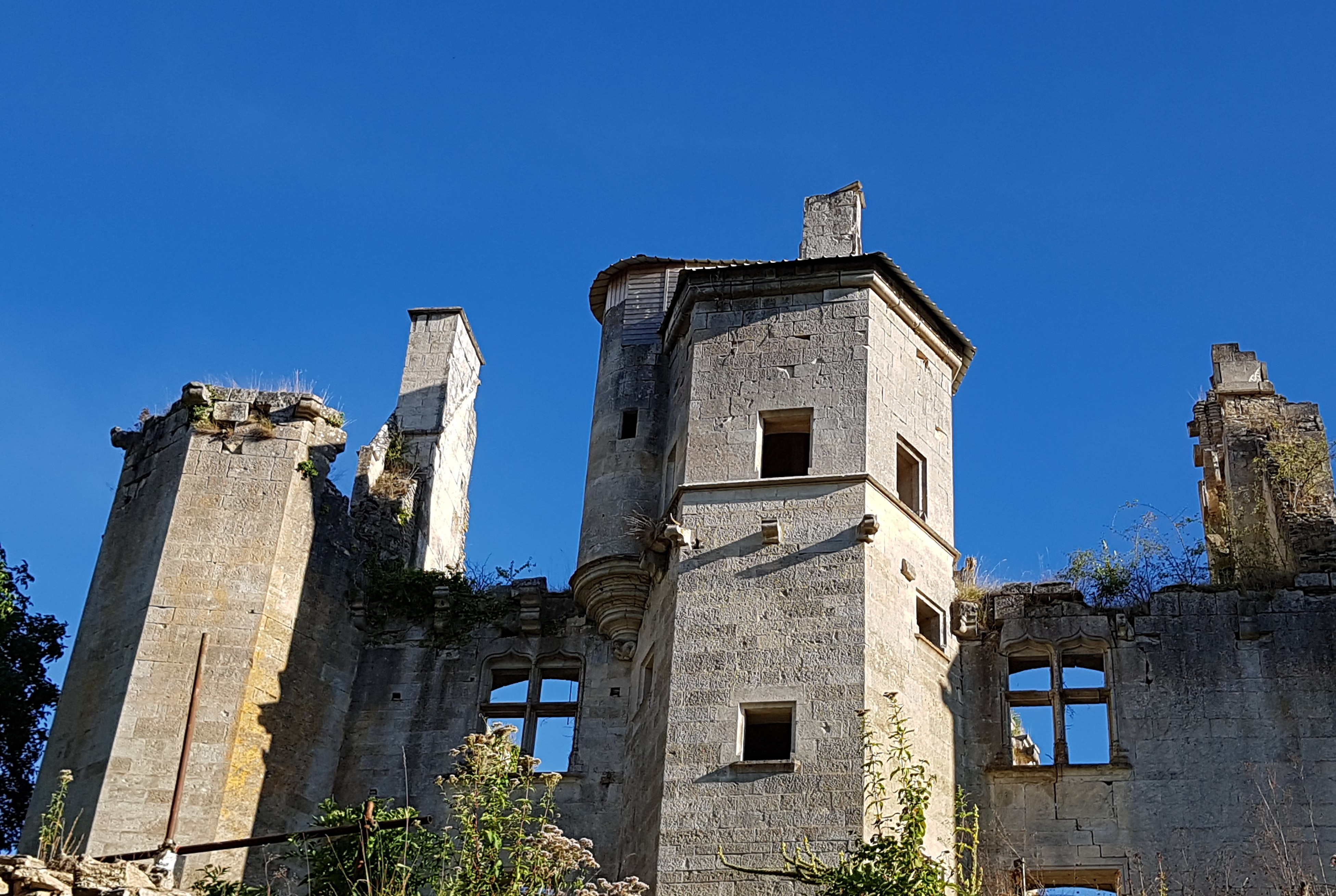
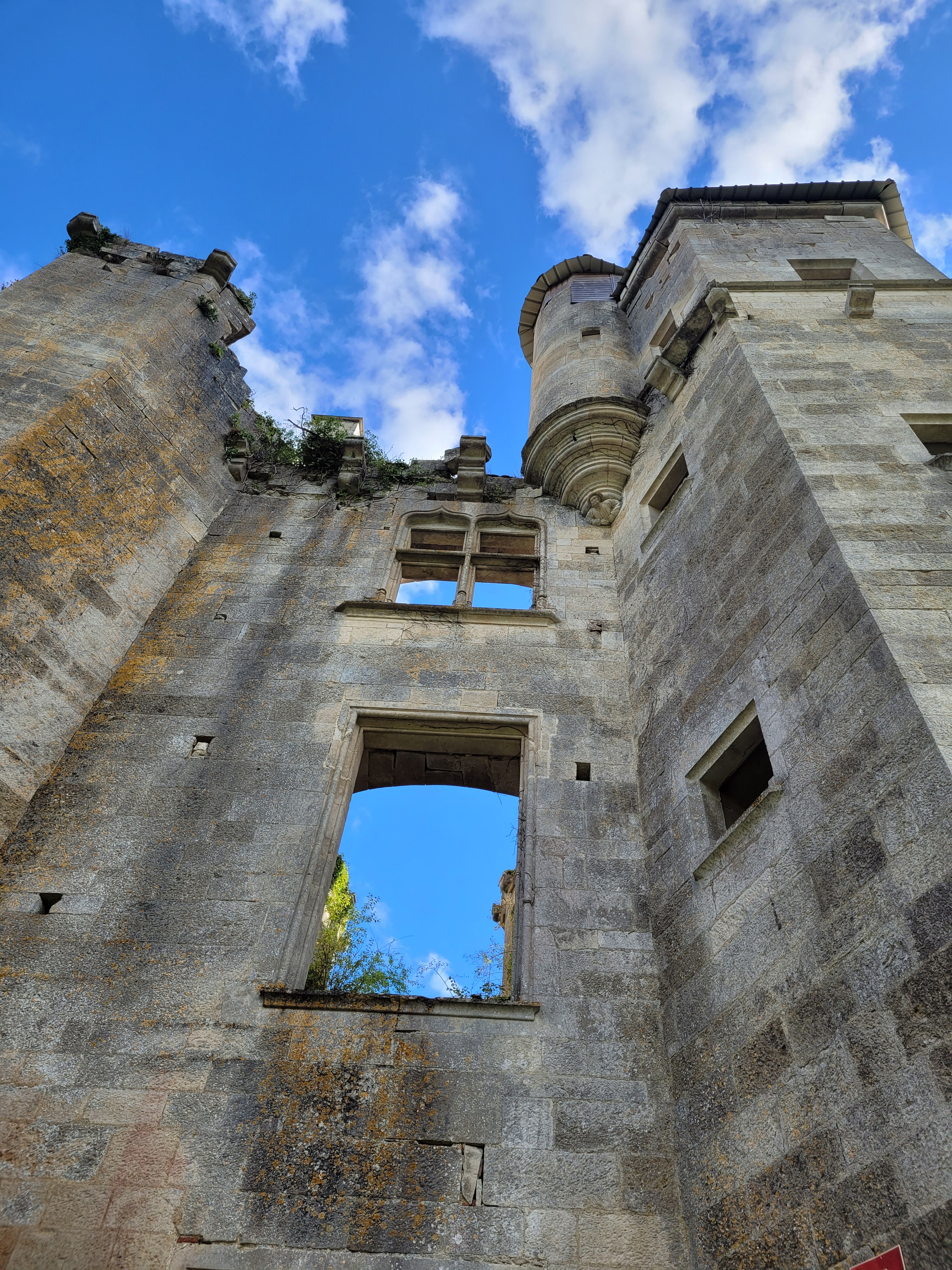
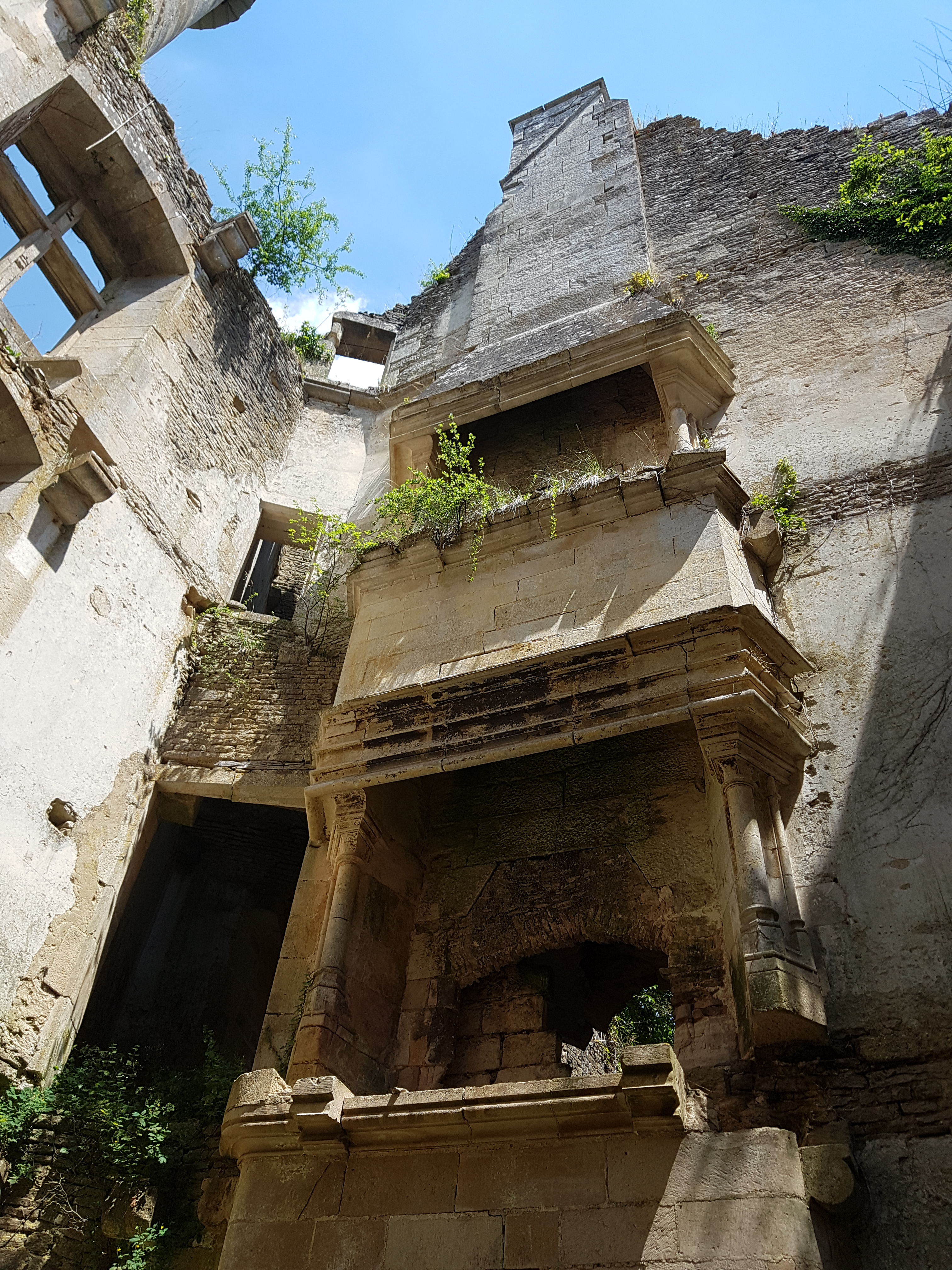
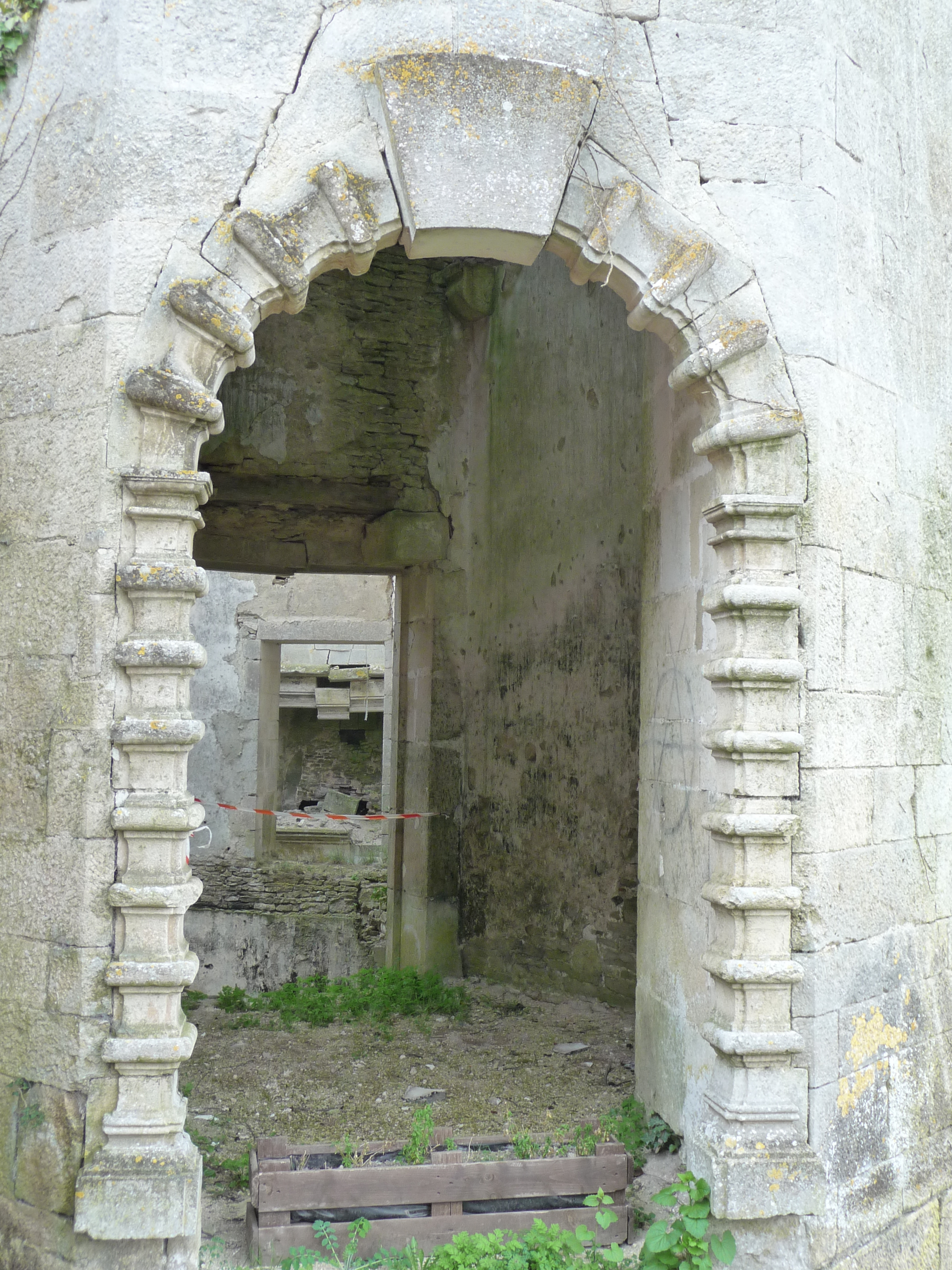
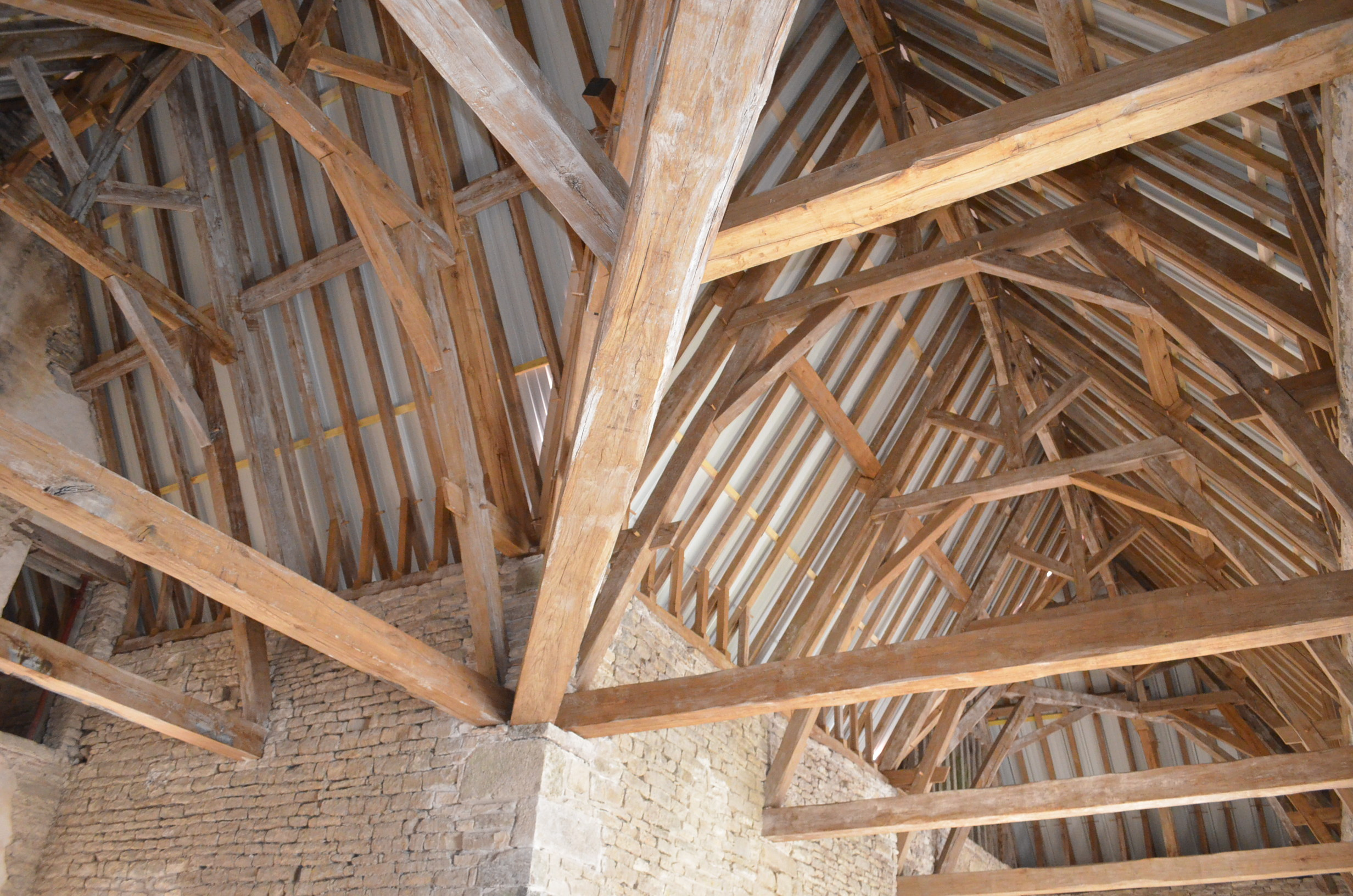
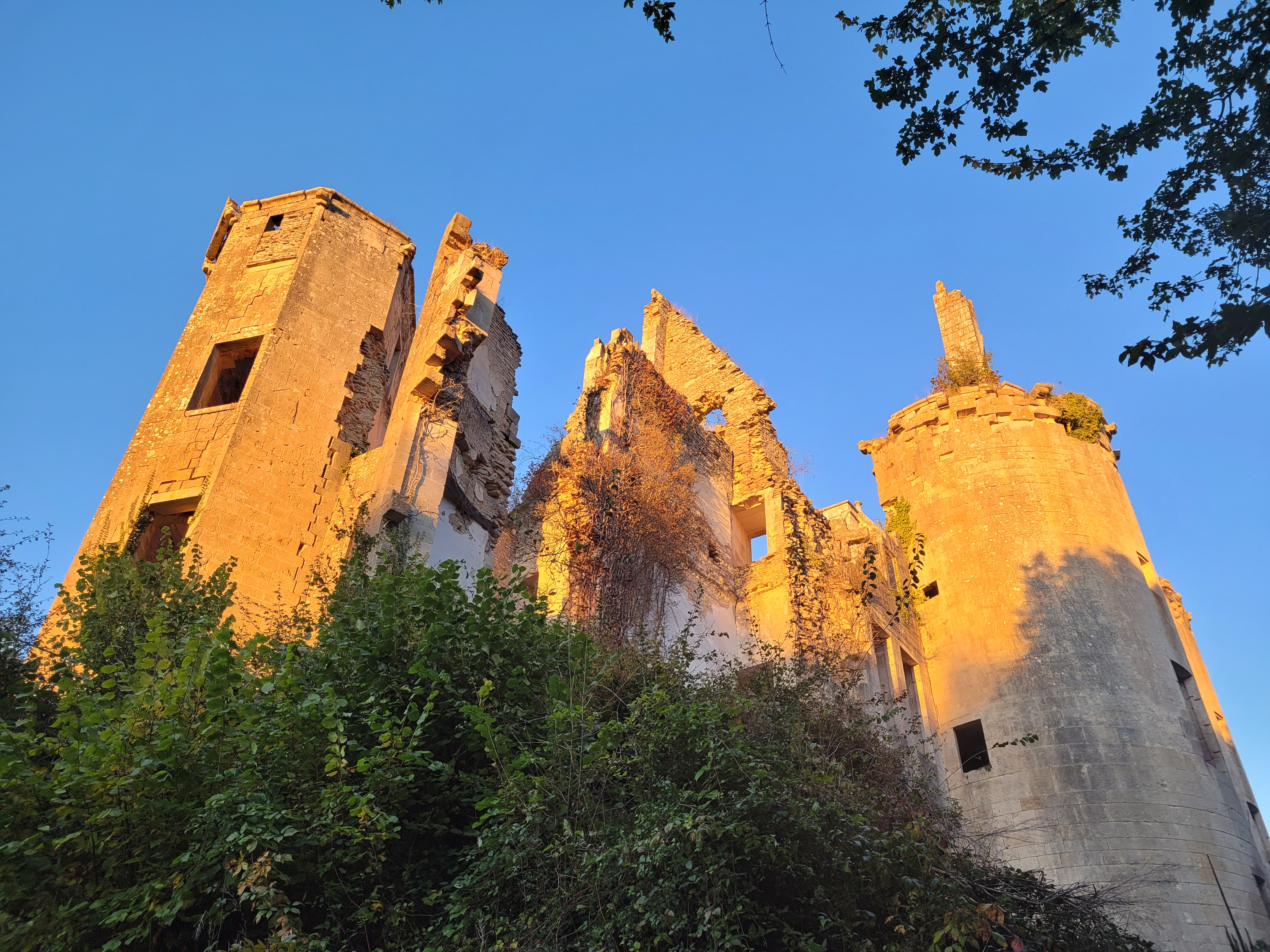
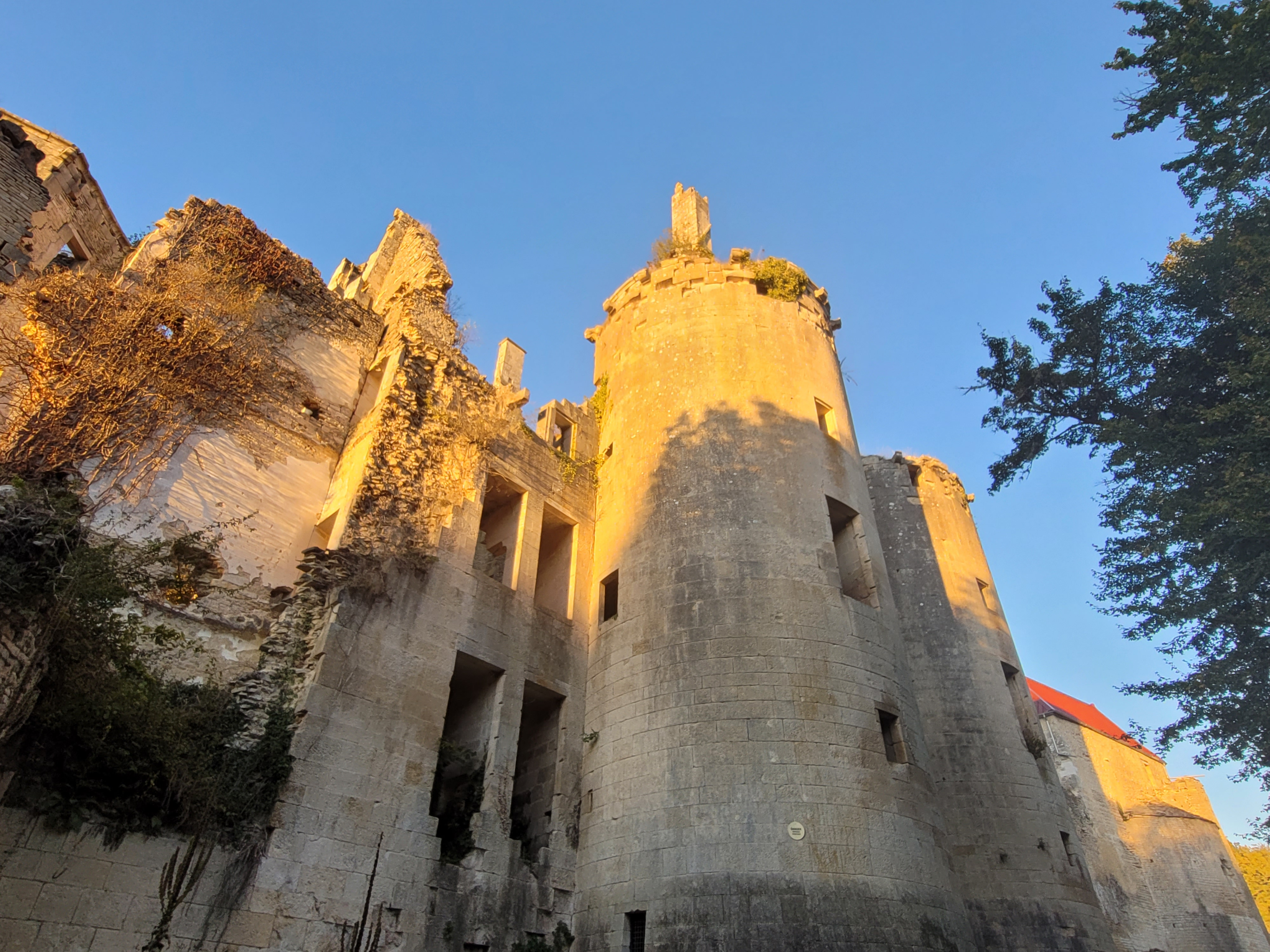
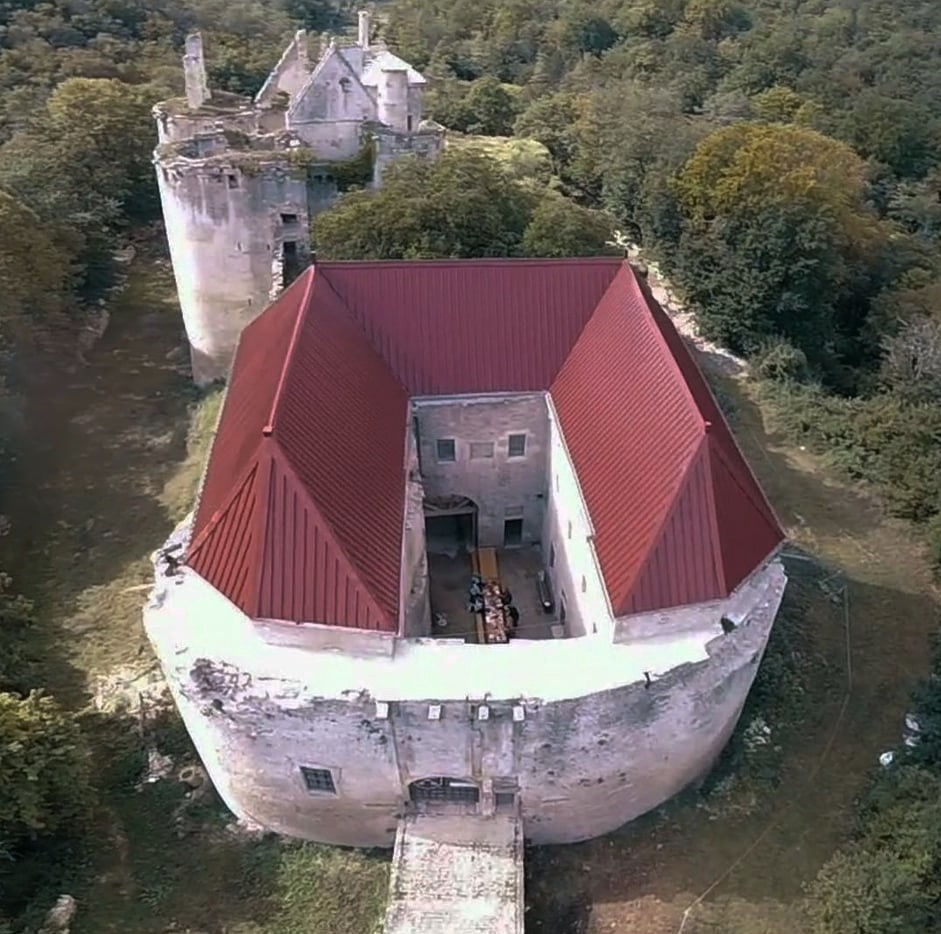

## Annexe